# Le Vaisseau fantôme (film, 1941)
Pour les articles homonymes, voir Le Vaisseau fantôme.
Pour plus de détails, voir Fiche technique et Distribution.
Le Vaisseau fantôme (The Sea Wolf) est un film américain réalisé par Michael Curtiz, sorti en 1941.

## Synopsis
Le film se déroule en 1900, au large de San Francisco. Les circonstances réunissent sur un voilier chasseur de phoques, le Ghost (litt. le « fantôme »), un pickpocket poursuivi par la police, une délinquante, évadée d'un bagne de femmes, et un écrivain.
Le navire est dirigé par le terrible capitaine « Wolf » (« loup ») Larsen qui exerce une autorité implacable sur un équipage de repris de justice, mais est la proie de ses propres démons. Les morts violentes se succèdent et la situation à bord devient critique : qui réussira à quitter vivant le navire ?

## Fiche technique
- Titre : Le Vaisseau fantôme
- Titre original : The Sea Wolf
- Réalisation : Michael Curtiz
- Scénario : Robert Rossen d'après le roman Le Loup des mers (The Sea Wolf) de Jack London
- Production : Jack Warner et Hal B. Wallis
- Société de production : Warner Bros. Pictures
- Musique : Erich Wolfgang Korngold
- Photographie : Sol Polito
- Montage : George Amy
- Directeur artistique : Anton Grot
- Costumes : Inconnu
- Pays d'origine : États-Unis
- Langue : anglais
- Format : Noir et blanc  - Mono
- Genre : Aventure
- Durée : 100 minutes
- Date de sortie : 1941

## Distribution
- Edward G. Robinson : « Wolf » Larsen
- Ida Lupino : Ruth Webster
- John Garfield : George Leach
- Alexander Knox : Humphrey Van Weyden
- Gene Lockhart : le docteur Louis J. Prescott
- Barry Fitzgerald : Cooky
- Stanley Ridges : Johnson
- David Bruce : le jeune marin
- Francis McDonald : Svenson
- Howard Da Silva : Harrison

## Analyse
De même que Jack London avait voulu attaquer dans son roman le surhomme de Nietzsche - mais sans être compris par le public -, on a pu toute proportion gardée considérer l'adaptation du roman par M. Curtiz - lui-même l'a peut-être dit - comme une attaque contre l'hitlérisme. Tel est bien le sens de la citation. D'ailleurs, Lou Larsen, comme Hitler, est un tyran autodidacte et le racisme n'est pas exclu de son autorité. « Le conflit n'est plus entre idéalisme et darwinisme comme chez Jack London, mais entre humanisme et fascisme. [...] La nuit et le brouillard, qui baignent quasiment chaque plan du film, renforcent la charge métaphorique de la traversée. [...] Équipage et passagers de la goélette sont tous déchus, y compris Ruth (Ida Lupino), qui n'est plus une poétesse comme dans le roman, mais une fille des rues. [...] L'adaptation due à Robert Rossen attribue le rôle principal au fugitif George Leach (John Garfield) et non à l'écrivain Humphrey Van Weyden (Alexander Knox). Ce pourrait être une allégorie de l'Europe occupée sous la botte nazie », note Michael Henry pour Positif.
Jacques Lourcelles estime ce film comme le chef-d'œuvre de Curtiz. Il écrit ainsi : « [...] la condensation de l'action et l'approfondissement de la pathologie des personnages sont prodigieux » et lui permettent d'aller le plus loin possible dans « la découverte de son propre univers. [...] Ici, la brochette de damnés [...], qu'il a rassemblée dans son vaisseau fantôme, [...] ne laisse aucun doute sur la vision impitoyablement noire qu'il avait de l'univers, à peine éclairée par un espoir tenace dans le triomphe ultime de l'humanisme. »

## Autour du film
- Paul Muni était pressenti pour jouer le rôle principal.
- Dans le film, quand l'écrivain découvre la riche bibliothèque du capitaine « Wolf » Larsen, celui-ci révèle son érudition et justifie son attitude par le vers extrait du Paradis perdu de John Milton : « Mieux vaut régner en enfer que servir au paradis (Better to reign in Hell than serve in Heaven) ».